# Hidrografia Indoneziei

## Apele teritoriale

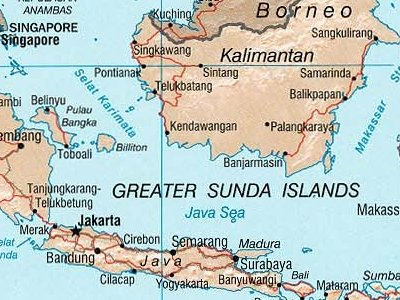
Marea Java, Indonezia

Indonezia este înconjurată de Oceanul Indian în vest și sud, Oceanul Pacific în nord-est, Marea Chinei de Sud în nord, între insulele Java și Kalimantan se află Marea Java,între Australia și estul Indoneziei se află Marea Arafura, în sudul insulei Suwalesi este Marea Banda, între Insulele Filipine și Indonezia se află Marea Celebes, iar în sudul insulei Sumatra este Marea Adaman.

### Zone maritime
Când a fost proclamată independența și a fost câștigată suveranitatea, Indonezia a trebuit să proclame legi care să guverneze zona maritimă în conformitate cu structura geografica a unui stat arhipelagic. Totuși, acest lucru nu a însemnat că țara interzice trecerea internațională prin apele teritoriale. Aceste legi au fost instrumente necesare pentru unitatea și flexibilitatea națională a acestei tari, cu un teritoriu care cuprinde toate insulele, insulițele și zonele maritime dintre acestea.
Din cauza susceptibilității țării față de intervenția străină dinspre mare și din motive de securitate natională, la 13 decembrie 1957, Guvernul indonezian a făcut o declarație referitoare la apele teritoriale ale Republicii. S-a proclamat faptul că apele dimprejurul și dintre insule aparțin Indoneziei. S-a mai stabilit limita apelor teritoriale la circa 20 km, măsurate în linie dreaptă din extremitățile insulelor.
În trecut, statele arhipelagice ca Indonezia și-au declarat unilateral Zona Exclusiv Economică de 20 km. În prezent, asemenea zone economice sunt confirmate de către Convenția Internațională prin Legea mărilor, care a fost ratificată de Guvernul indonezian la 18 octombrie 1983, prin Actul nr. 5 din același an. Aceasta este baza legală a Zonei Exclusiv Economice indoneziana.

### Țărmurile Indoneziei

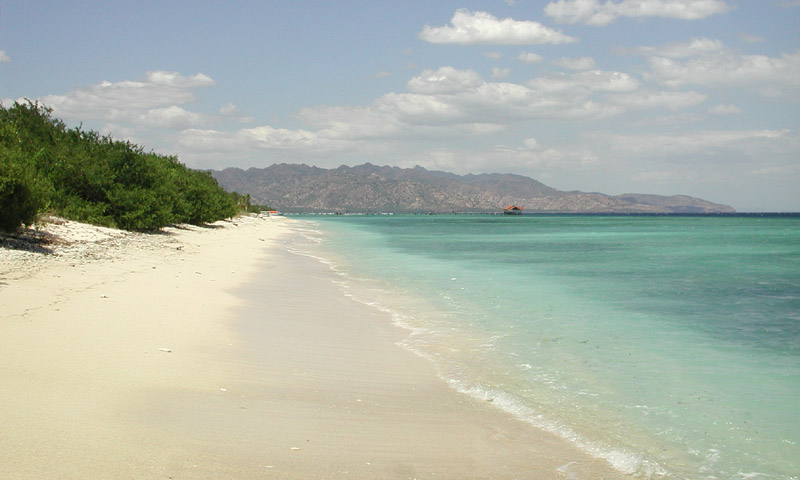
Coasta de vest Gili Meno Indonezia

Datorită insulelor numeroase pe care le are Indonezia, țărmul indonezian are o lungime de aproximativ 54.720 km. Plajele Indoneziei sunt cele mai frumoase atracții turistice ale țării, și mai ales recifurile de corali care se găsesc în majoritatea apelor din Indonezia.

### Rezervații marine
Ministrul Marinei și Pescuitului, Rokhmin Dahuri a identificat recent 5 zone de conservare marine care au fost propuse de districte. Aceste sunt zonele care înconjoară insula Kakaban care face parte din grupul insulelor Derawan din Kalimantanul de Est; Insula Penyu din Sumatra de Vest; fâșiile Pantar din Regatul Alor; insula Biawak din districtul Indramayu; și grupul insulelor Tiworo din districtul Muna din Sulawesi de sud-est.
Aceste rezervații marine districtuale trebuie protejate cu grijă pentru binele populației locale. De exemplu, în recifele unde se înmulțesc peștii trebuie interzis pescuitul.
Departamentul Mediului a declarat ca gradul de poluare al apelor coastei din Jakarta s-a dublat față de 1985. Consecutiv, cantitatea de peste pescuită aici s-a redus cu 50% la numai 18.000 de tone/an față de 35.000 tone anterior.

## Lacurile și râurile
Datorită climei tropicale și a geografiei, populația indoneziana și-a format habitatul în jurul apelor. Indonezia nu are fluvii, dar are unele râuri importante ca Mahakam în estul Kalimantanului și Martapura și Barito în sudul aceleiași insule.
Cele mai importante râuri din Sumatra sunt  Asahan, Hari și Musi.
În insula Irian Jaya sunt mai mult de 30 de râuri care izvorasc din Muntii Maoke, cel mai semnificativ este Raul Baliem care are o lungime de 400 km și se revarsă in Marea Arafura. Multe triburi  trăiesc dealungul acestui râu printre care  tribul Dani si tribul Asmat.

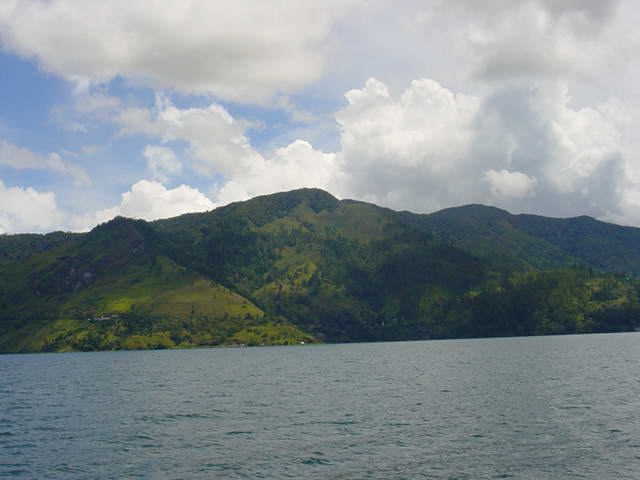
Lacul Toba

În insula Java: Râurile Tarum și Manuk in vest, Serang și Serayu în centru, Solo și Brantasin est.
Lacul Toba, cel mai mare lac din Indonezia, situat în Sumatra în Munții Barisan, la 180 de km de Medan, are o suprafață de 1.145 de km pătrați iar in centrul acestuia se află insula Samosir. Sursa lacului este râul Asahan.
Lacul Tempe este în centrul insulei Sulawesi, alimentat de Râul Walanae, este o importantă sursă de pescuit. Datorită folosiri apei din lac pt irigații, lacul are o adâncime de numai 2 m, iar în sezonul secetos, unele locuri devin aride.
Alte lacuri semnificative sunt: lacurile Maninjau, Kerinci, și Sinkarak în Sumatra; Towuti, Sidenreng, Poso, Tondano, și Matan in Sulawesi; Paniai și Sentani în Irian Jaya; Jempang, Melintang, și Semayang in Kalimantan pe Râul Markaham; Luar, Sentarum, și Siawan în amontele râului Kapuas din Kalimantan.